# Wapen van Kopenhagen
Het wapen van Kopenhagen werd in 1661 door koning Frederik III aan de Deense hoofdstad toegekend. Het wapen was sinds 1254 al bekend, maar officieel toegekend naar aanleiding van de belegering van de stad tijdens de Deens-Zweedse Oorlog. De middelste toren in het wapen toont ook het monogram van de koning. Het moderne wapen verschilt wel in details van het wapen dat door Frederik III werd toegekend.

## Symboliek
Het wapen van Kopenhagen is een sprekend wapen, de drie torens staan direct aan het water en vormen daarmee een haven. Kopenhagen werd rond 1100 ook Havn genoemd. De middelste toren op dit wapen is een kerktoren. Deze toren symboliseert een kerkelijk gebouw dat in het kasteel van Absalon stond. De twee torens aan de zijkanten symboliseren juist dat kasteel.
Het moderne wapen toont alleen nog de drie torens aan het water met in de middelste toren een ridder. Het wapen dat in 1661 door de koning werd toegekend, werd op een paar plekken aangepast ten opzichte van het oude wapen. Onder andere de ridder werd toegekend en rondom het schild kwamen meer (oorlogs)symbolen te staan. Onder deze symbolen bevonden zich ook twee leeuwen als schildhouders, staande op een kanon en andere oorlogselementen. Op het schild rusten drie traliehelmen, allen voorzien van een wrong. Boven de middelste helm staat een grote kroon met drie fleurons en twee parels.
Het grote wapen wordt door Kopenhagen alleen nog voor officiële gelegenheden gebruikt, het kleine wapen doet als dagelijks wapen dienst. Het kleine wapen is zelf grotendeels vervangen door een logo.

## Trivia
- Een oudere versie van het wapen is te zien op het Stadhuis van Kopenhagen. De ster en halve maan in dat wapen staan nog tussen de torens, in plaats van er op.[1]